# あおくも (護衛艦)
あおくも（ローマ字：JDS Aokumo, DD-119、TV-3512）は、海上自衛隊の護衛艦。やまぐも型護衛艦の4番艦。本艦以降の後期型を「あおくも型」と称する場合もある。艦名は「青みを帯びた灰色の雲」即ち「青雲」に由来する。なお「あおくも」という艦名は、帝国海軍・海上自衛隊を通じて最初であった。ただし、改⑤計画で計画されながら建造取り止めで未成艦となった秋月型駆逐艦の第5063号艦の予定艦名に青雲の名がある。

## 艦歴
「あおくも」は、第3次防衛力整備計画に基づく昭和44度計画2,000トン型警備艦2207号艦として、住友重機械工業浦賀工場で1970年10月2日に起工され、1972年3月30日に進水、1972年11月25日に就役し、同日付で第2護衛隊群隷下に新編された第23護衛隊に「あさぐも」とともに編入され佐世保に配備された。
1974年及び1978年、遠洋練習航海に参加。
1976年7月17日から8月28日までの間、護衛艦「あきぐも」、潜水艦「なるしお」及びP-2J 8機とともにハワイ派遣訓練に参加。　
1979年10月5日、長崎県の寺島泊地において僚艦「あきぐも」とレーダーや照明を一切使わず、月明だけを頼りとする夜間投錨訓練を実施中に「あおくも」の艦首が「あきぐも」の右舷後部に接触し、「あきぐも」の水線上に破孔が生じ、「あおくも」の右舷艦首水線上に小亀裂が生じた。両艦とも負傷者なし。
1982年3月27日、第23護衛隊が第4護衛隊群隷下に編成替えとなり、定係港が大湊に転籍。
1990年1月31日、第23護衛隊が大湊地方隊隷下に編成替え。
1993年7月12日に発生した北海道南西沖地震による災害派遣活動に従事。
1997年3月24日、隊番号の改正により第23護衛隊が第25護衛隊に改称。
1999年3月18日、練習艦に種別変更され、艦籍番号がTV-3512に変更。練習艦隊第1練習隊に編入され、定係港が呉に転籍。
2003年6月13日、除籍。就役中の総航程は820,117浬、地球約41周分に達した。